# Liste der Fernsehsender in Australien
Dies ist eine Liste der Fernsehsender in Australien. Das Fernsehen in Australien nahm seinen Betrieb zwischen 1955 und 1957 zunächst in schwarz-weiß auf. Das Farbfernsehen startete in Australien zwischen 1975 und 1976. 

## Frei empfangbare Sender
In Australien gibt es – im Gegensatz zu Deutschland – sehr große regionale Unterschiede. Für einzelne Bundesstaaten gibt es – beispielsweise für Seven – eigene Nachrichtenprogramme und spezialisierte Werbung. Filme und Serien laufen jedoch zur selben Zeit.
- Australian Broadcasting Corporation
- Channel 31
- Comedy Channel[1]
- Golden West Network
- Imparja
- NBN Television
- Network 10
- Nine Network
- Prime Television
- Seven Network
- Southern Cross Television
- Special Broadcasting Service
- WIN Television

## Bezahlsender
Foxtel und Austar sind die vorherrschenden Bezahlsender, mit fast gleichen Programmangebot. Unterschied ist vor allem die Verbreitung: Foxtel ist nur in größeren Städten empfangbar, während Austar die ländlichen Gebiete abdeckt. 
Des Weiteren gibt es noch folgende Bezahlsender:
- Optus Television
- Neighbourhood Cable
- SelecTV
- TransTV.